# Christian Nørgaard
Christian Thers Nørgaard (ur. 10 marca 1994 w Kopenhadze) – duński piłkarz, grający na pozycji pomocnika w angielskim klubie Arsenal oraz w reprezentacji Danii. Półfinalista Mistrzostw Europy 2020. Uczestnik Mistrzostw Świata 2022.

## Życiorys
Jest wychowankiem Lyngby BK. W czasach juniorskich trenował także w BK Heimdal i Espergaerde IF. W rozgrywkach Superligaen zagrał po raz pierwszy w barwach Lyngby 20 listopada 2011 w zremisowanym 2:2 meczu z HB Køge. W 2012 roku został piłkarzem niemieckiego Hamburgera SV. 21 sierpnia 2013 odszedł do Brøndby IF. W sezonie 2017/2018 zdobył wraz z klubem puchar kraju. 19 lipca 2018 został zawodnikiem włoskiego ACF Fiorentina. Kwota transferu wyniosła 3,5 miliona euro. Rok później za tę samą kwotę odszedł do angielskiego Brentford F.C..